# Arthropteris monocarpa
Arthropteris monocarpa är en spjutbräkenväxtart som först beskrevs av Eugène Jacob de Cordemoy, och fick sitt nu gällande namn av Carl Frederik Albert Christensen. Arthropteris monocarpa ingår i släktet Arthropteris och familjen Nephrolepidaceae. Inga underarter finns listade.